# Deplacement (sjöfart)
För den allmänna betydelsen se deplacement.
Deplacement anger vikten av det av ett fartyg undanträngda vattnet, vilket enligt Arkimedes princip motsvarar fartygets massa. Anledningen till att denna definition används är att deplacementet är enklare att mäta än fartygets vikt.
Vanligen menas med deplacement fartygets deplacement när det är nedlastat till sitt lägsta tillåtna fribord, vilket markeras av plimsollmärket, men det kan även användas för att ange fartyget deplacement olastat. Skillnaden mellan olastat och fullastat deplacement motsvarar dödvikten.
Enheten är metriska ton (1 000 kg). Tidigare[när?] har även enheten engelska ton (1 016 kg) använts.
Deplacement används ofta för att ange ett örlogsfartygs storlek, för handelsfartyg används vanligtvis istället dräktighet eller dödvikt.